# Norrlandsdrömmar
Norrlandsdrömmar är en svensk dokumentärserie. Första säsongen som hade premiär på SVT1 och SVT Play den 10 oktober 2024 består av sex avsnitt .

## Handling
Serien kretsar kring fem utländska familjer som av olika anledningar valt att bosätta sig i Norrland. Alla förenas av drömmen om att skapa ett nytt liv i den svenska vildmarken. Serien följen den schweiziska familjen Furter, som kämpar med en ofärdig vinterisolering. Den sydafrikanska familjen Deysel, som söker trygghet för sina barn. Den australiska familjen bestående svenska Lilian och Taz och deras två barn. Taz är kock och försöker få liv i den nedlagda restaurangen i Kattilakoski. Det nederländska och naturälskande paret Frank och Bertina Heijnens valde att flytta för de älskade de norrländska viddernas skull, men saknar sina vuxna söner som är kvar i Nederländerna. Schweizarna Marc Bandieri och Rachel Frei Bandieri har flyttat med sina 14 hundar, två hästar och en katt. Tanken är att driva en bed and breakfast i Västra Granberget, som ligger mellan Vilhelmina och Dorotea.